# Ходин, Андрей Васильевич
Андре́й Васи́льевич Ходин (1847—1905) — русский офтальмолог, профессор Университета св. Владимира, основатель и редактор-издатель журнала «Вестник офтальмологии», действительный статский советник.

## Биография
Происходил из донских казаков.
По окончании Новочеркасской гимназии с золотой медалью в 1866 году, поступил на медицинский факультет Харьковского университета. Пробыв в этом университете три года, перешел на 4-й курс Медико-хирургической академии, которую и окончил в 1871 году eximia cum laude. По окончании курса был оставлен при академии на 3 года для усовершенствования, причём состоял младшим ординатором клинического Военного госпиталя. В это время занимался также в офтальмологической клинике профессора Э. А. Юнге и в 1873 году был удостоен степени доктора медицины за диссертацию «К вопросу о точке вращения в глазах различной рефракции».
В начале 1875 года был послан в заграничную командировку, которая продлилась два с половиной года. В это время Ходин посетил наиболее известные офтальмологические клиники Западной Европы, а также занимался специальными исследованиями в некоторых кабинетах и клиниках, среди которых: физиологические кабинеты Йены и Граца, клиники Парижа, Вены и Гейдельберга. По возвращении из-за границы, в конце 1877 года был назначен ассистентом глазной клиники Михайловской клинической больницы баронета Виллье, а в начале 1878 года получил звание приват-доцента офтальмологии при Медико-хирургической академии.
17 июня 1881 года был избран экстраординарным профессором офтальмологии в университете Св. Владимира и заведующим глазной клиникой. 27 мая 1885 года был утверждён ординарным профессором по занимаемой кафедре. Одновременно состоял врачом-консультантом при Фундуклеевской женской гимназии и при пансионе графини Левашовой. В 1895 году был произведён в действительные статские советники.
Помимо отдельных работ опубликовал ряд статей в «Военно-медицинском журнале», «Медицинском вестнике» и «Враче», некоторые из которых были переведены на немецкий. Составлял рефераты по русской офтальмологической литературе за 1882 год для французского журнала «Revue générale d'Ophtalmologie». В 1884 году начал издавать в Киеве журнал «Вестник офтальмологии» и оставался его бессменным редактором-издателем в течение 20 лет.
В 1904 году, в связи с болезнью Ходина, экстраординарным профессором по кафедре офтальмологии был избран его ученик А. Ф. Шимановский, а редакция «Вестника офталмологии» была переведена в Москву, где главным редактором стал профессор А. А. Крюков.
Умер в 1905 году. Был женат, детей не имел.

## Сочинения
- К вопросу о точке вращения в глазах различной рефракции. — СПб., 1873.
- О влиянии интенсивности света на ощущение цветов и замечания о положении спектральных цветов. // Военно-медицинский журнал, 1877.
- К вопросу о бинокулярном смешении цветов. // там же, 1877.
- О химической реакции сетчатки и зрительного нерва. // там же, 1877.
- Об определении симуляции слепоты и ослабления зрения. // там же, 1878.
- Практическая офтальмология (с 1879 по 1899 год — 5 изданий).
- Офтальмоскопия и её применение к офтальмологии и общей медицине. — СПб., 1880.
- Курс глазных операций. — Санкт-Петербург, 1881.